# Obere Ilz (Naturschutzgebiet)
Das Naturschutzgebiet Obere Ilz liegt auf dem Gebiet der niederbayerischen Landkreise Freyung-Grafenau und Passau nordwestlich, westlich, südlich und südwestlich von Aschberg, einem Ortsteil der Gemeinde Fürsteneck, entlang der Ilz. Es erstreckt sich zwischen Eberhardsreuth, einem Ortsteil des Marktes Schönberg, im Norden und dem Kernort Fürsteneck im Süden. Durch das Gebiet hindurch verlaufen die FRG 11 und die PA 32, westlich verläuft die B 85.

## Bedeutung
Das 367,80 ha große Gebiet mit der Nr. NSG-00535.01 wurde im Jahr 1997 unter Naturschutz gestellt. Dabei entfallen auf den Landkreis Freyung-Grafenau 286,38 ha und auf den Landkreis Passau 81,42 ha.